# František Goldscheider
František Goldscheider (6. duben 1924, Plzeň – 14. leden 1991, Frankfurt nad Mohanem) byl novinář, filmový historik, scenárista a moderátor

## Osobní život
Narodil se v Plzni, kde kvůli svému židovskému původu nemohl od roku 1939 pokračovat ve studiích na klasickém gymnáziu, 18. 1. 1942 byl deportován transportem R (z přesně 1000 osob přežilo jen 73) do Terezína, v prosinci 1943 do Osvětimi, o rok později do Schwarzheide (jeden z pobočných táborů Sachsenhausenu), odkud se na sklonku války vrátil pochodem smrti do Terezína. Vyvraždění jeho rodiny – přežil pouze bratr Hanuš Goldscheider – a milionů dalších ho vedlo k přesvědčení o potřebě nového politického systému, a proto bezprostředně po osvobození vstoupil do Komunistické strany Československa, z níž byl v roce 1969 pro svou účast v pražském jaru 1968 vyškrtnut.
Vystudoval dálkově filologii na Filozofické fakultě Univerzity Karlovy v Praze (1954–1959, PhDr. následně v roce 1968). Už v koncentračních táborech dle možností psal, recitoval a hrál divadlo a v roce 1945 nastoupil jako elév do herecké školy E. F. Buriana, kde také hrál v Burianově divadle D46 a D47 pod jménenem František Gorský. Během vojenské služby v letech 1948–1949 byl hercem, recitátorem a konferenciérem v Armádním uměleckém souboru Víta Nejedlého (AUS), ale po zranění hlasivek už nemohl na pódiích vystupovat. Hned po válce paralelně publikoval, ponejvíce o filmu, a tak od roku 1949 přešel na novinářskou dráhu, nejprve v Haló - Nedělních novinách (1949-50), dále v týdeníku Květy (1951–1955), ve Světě v obrazech (1956–1960) a konečně od roku 1961, kdy se stal šéfredaktorem čtrnáctideníku Kino, se mohl soustředit na svou životní specializaci, film. Hojně publikoval v tisku a Československém rozhlase, byl spoluautorem almanachů Film 61 a Film 62, editorem ročenek Magazinů Kina 1965–1970. V letech 1962–1969 uváděl v Československé televizi populárně-naučný seriál Malá filmová historie, jehož byl také vůdčím spolutvůrcem a scenáristou, a dále současně nebo střídavě režíroval, uváděl a byl scenáristou více než stovky televizních filmových pořadů. V 60. letech byl také porotcem většiny evropských filmových festivalů. Byl neúnavným propagátorem československé filmografie a zastával v tomto směru i řadu funkcí, jako například předseda Celostátního výboru Klubu přátel filmového umění (později Československá federace filmových klubů), předseda Klubu filmových novinářů a další.
Zatímco v 50. letech unikl pronásledování a přes své levicové přesvědčení se snažil jako straník nijak neangažovat, účastnil se v roce 1968 aktivně reformního procesu; krátce po nástupu normalizace byl proto zbaven všech svých pozic, zůstal nicméně jako řadový redaktor v časopisu Kino a snažil se publikovat pod různými pseudonymy, nejčastěji jako František Hromek. TV seriál Malá filmová historie bez jeho účasti nepokračoval, ale kolegové filmoví historici Myrtil Frída a Karel Čáslavský mu umožnili, aby se jako spoluautor tajně podílel na řadě dalších televizních seriálů jako Komik a jeho svět, 52 komiků a spol., Nesmrtelné stíny a Kino mého mládí.
V roce 1981, naplněn deziluzí z normalizace a nevírou v budoucnost jakéhokoliv systému pod vedením KSČ, emigroval do Frankfurtu nad Mohanem v NSR, kde mj. přednášel o filmu na tamější Univerzitě Johanna Wolfganga Goetheho, přispíval do rozhlasového vysílání Svobodné Evropy, BBC a tisku. Zemřel na leukémii, pochován je na Novém židovském hřbitově na Olšanech v Praze.

## Zmínky
- Kdo je kdo v Československu 1 (Biographia Judaica Bohemiae 1969)
- Slovník českých spisovatelů, J. Brabec – J. Gruša (eds.) (Toronto 1982)
- Československý biografický slovník (Praha 1992)
- Biografický slovník českých zemí Go-Gz (Praha 2017)
- Seznam osobností vězněných v Terezíně

### Televizní pořady a cykly
- Malá filmová historie (1962–1969) – moderátor, námět a scénář
- 52 komiků a spol. (1970–80) – námět a scénář
- Nesmrtelné stíny (1970-80) – námět a scénář
- Komik a jeho svět (1970-80) – námět a scénář
- Kino mého mládí (1970-80) – námět a scénář
- Nebyl jen Fanfánem (1974) - scénář a režie

## Galerie

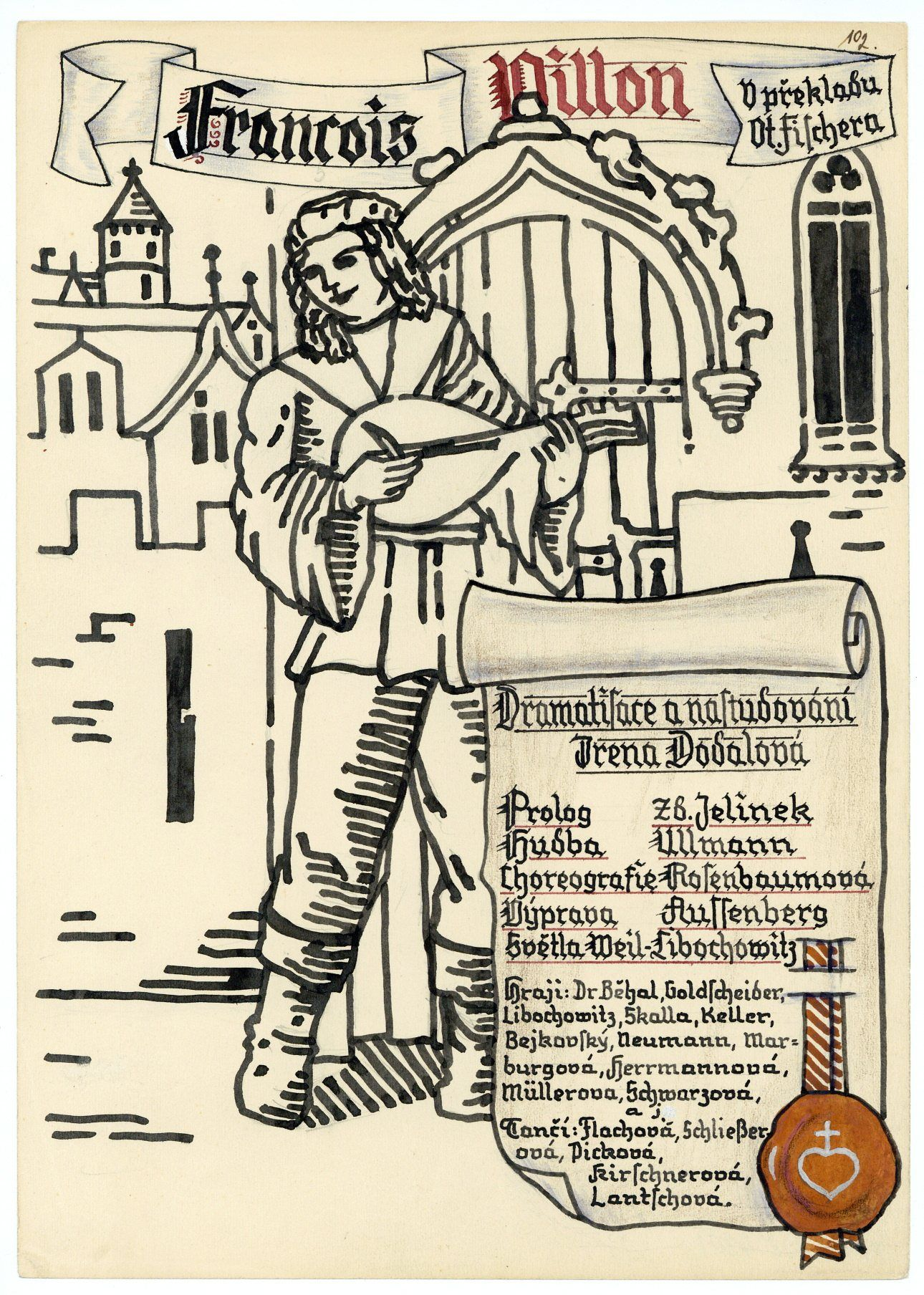
Plakát z představení v Terezíně v roce 1942
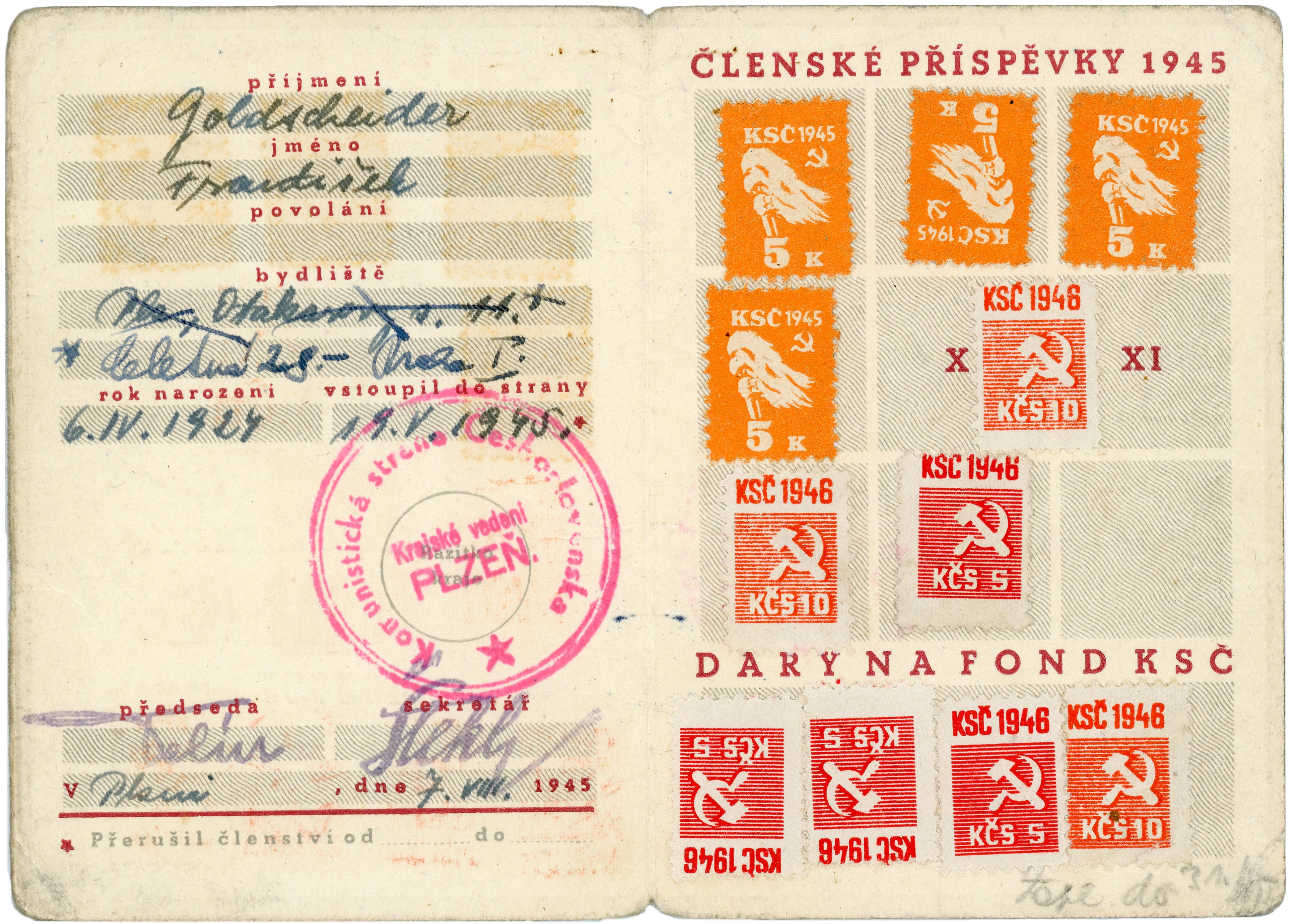
Členská legitimace KSČ se vstupem 19. 5. 1945, 11 dní po osvobození v Terezíně 8. 5. 1945
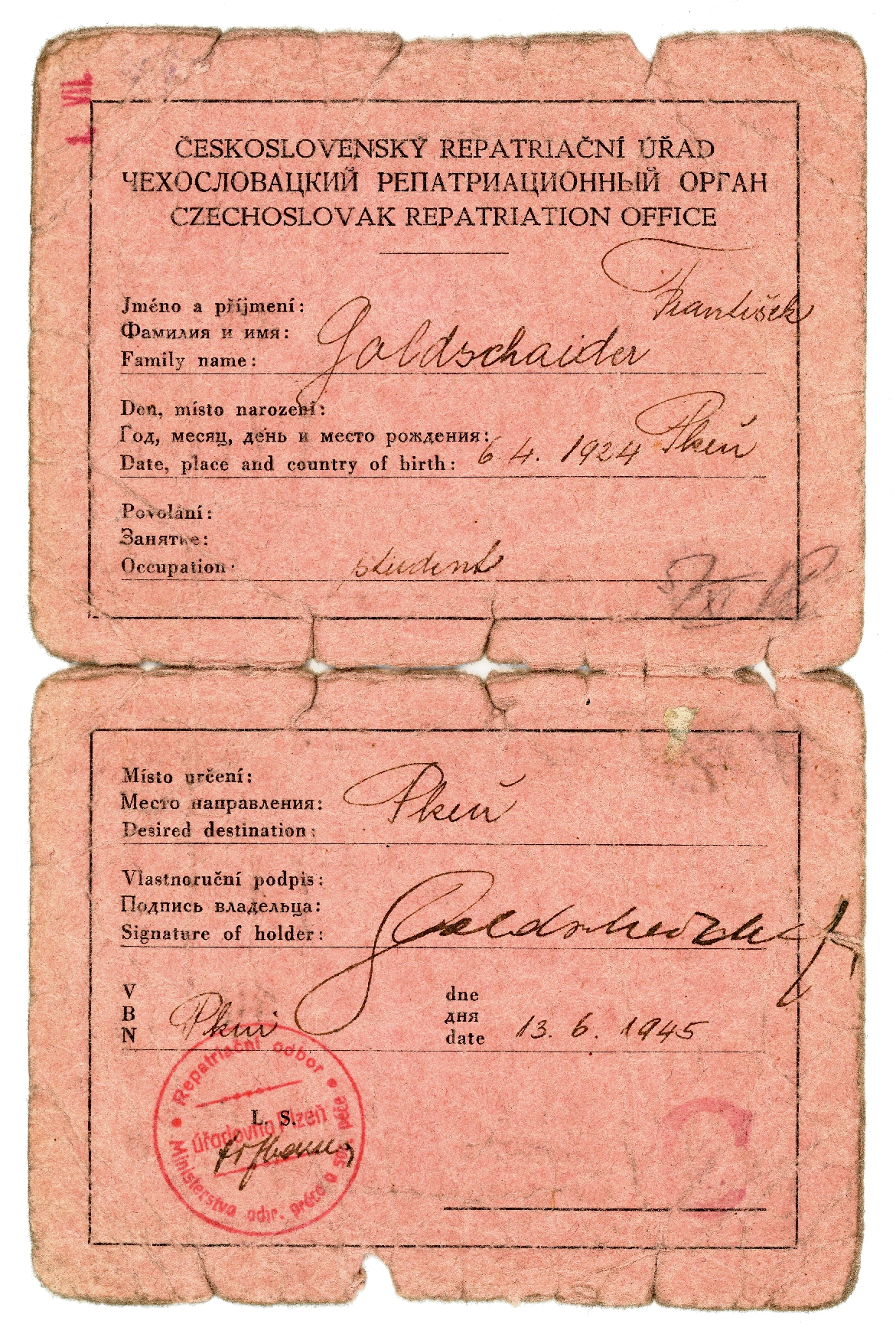
Dokument repatriačního úřadu z 13. 6. 1945 s chybou v příjmení
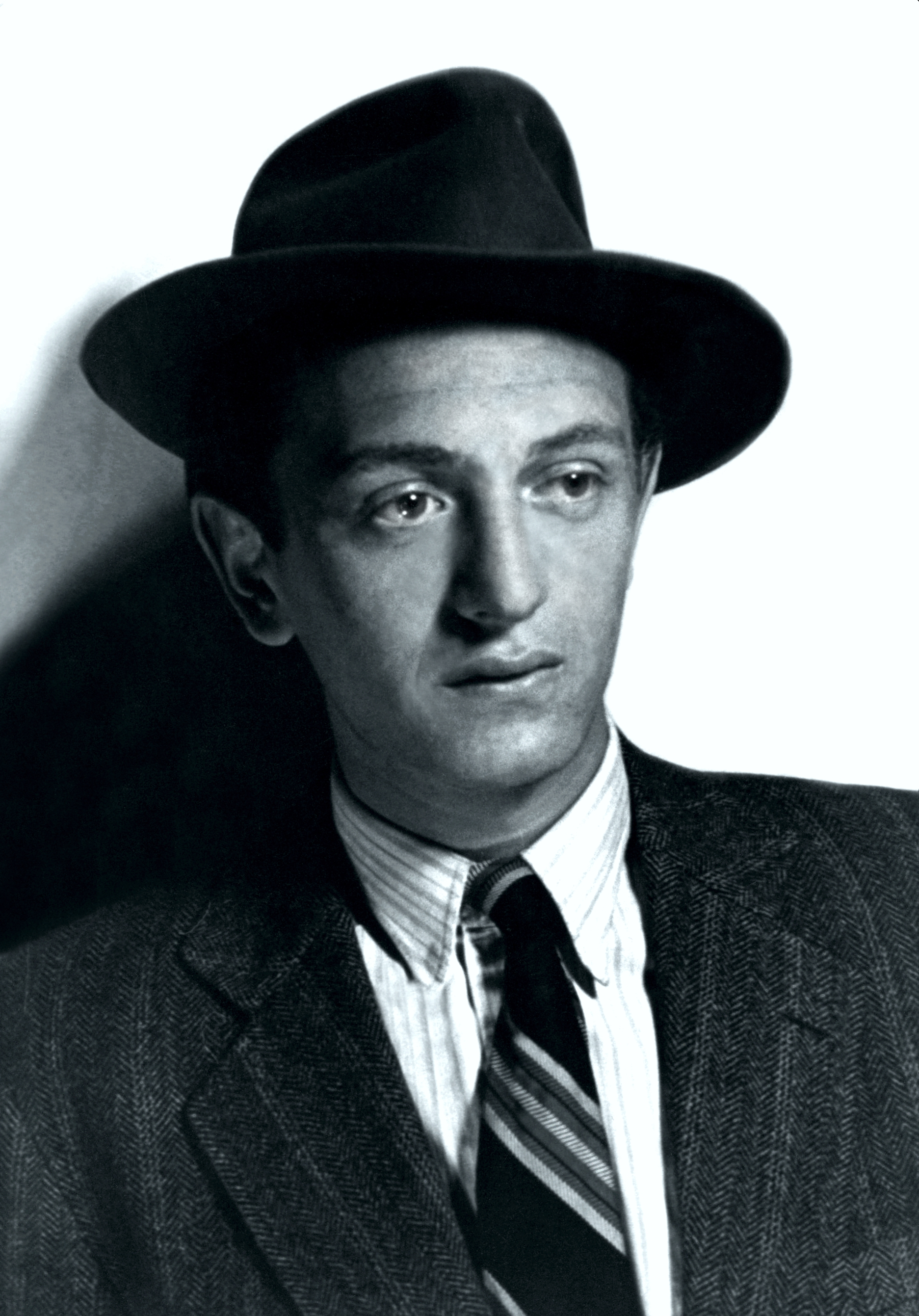
Herec v Žebrácké opeře v divadle D46
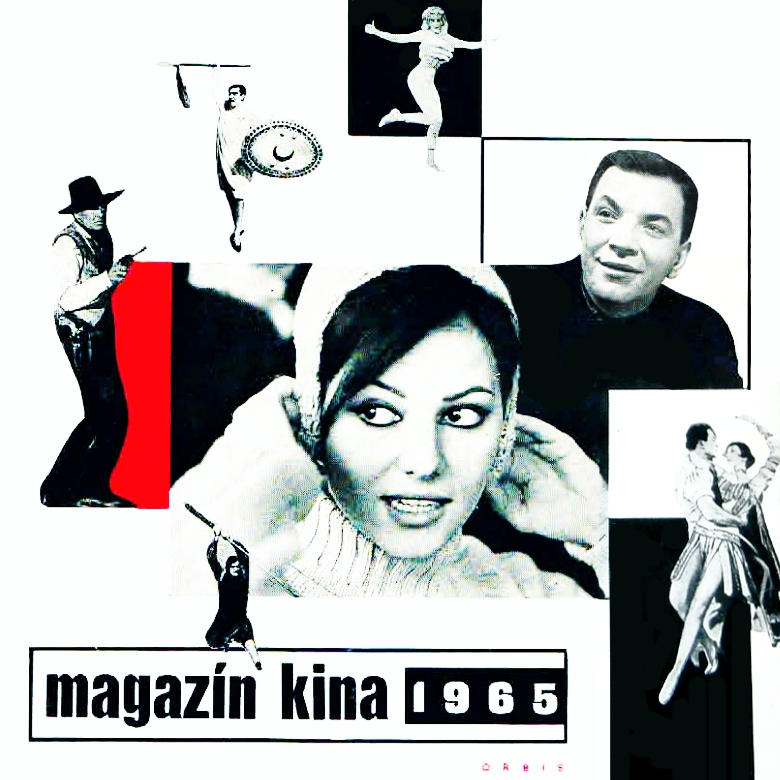
Magazín Kina 1965
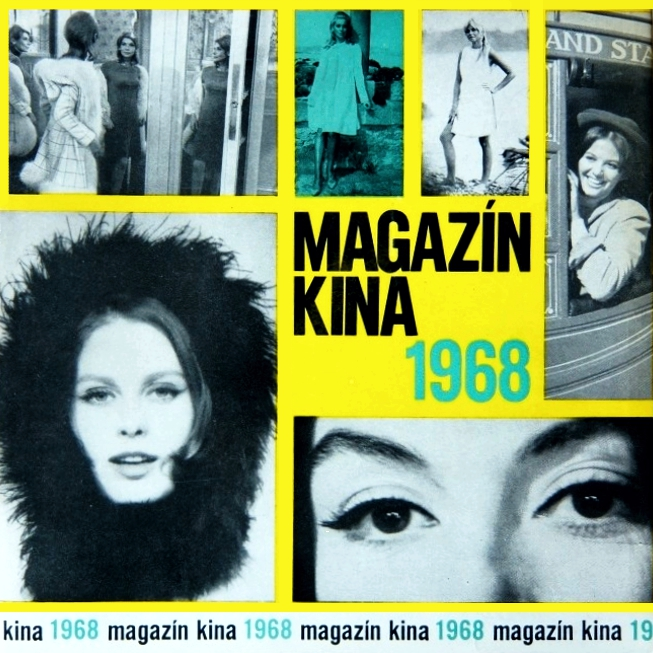
Magazin Kina 1968